# Loreta Anilionytė-Lozuraitienė
Loreta Anilionytė (* 8. September 1963 in Kaunas) ist eine litauische Philosophin, Schriftstellerin und Übersetzerin. Sie ist Dozentin am Ethiklehrstuhl der Bildungswissenschaftlichen Universität Litauens in Vilnius, wissenschaftliche Mitarbeiterin am Forschungsinstitut für die litauische Kultur und Pranas-Dovydaitis-Preisträgerin 2005.  

## Biografie
Loreta Anilionytė lernte an der 4. Mittelschule der zweitgrößten litauischen Stadt Kaunas. Nach dem Abitur an der 41. Mittelschule in Karoliniškės der litauischen Hauptstadt Vilnius absolvierte sie das Diplomstudium der litauischen Philologie an der Universität Vilnius. Im Dezember 1991 promovierte sie an derselben Universität zum Ph.D. In ihrer Dissertation mit dem Thema „Das Wertproblem in der formalen und materiellen Ethik“ geht es um eine Analyse der ethischen Konzeptionen von Immanuel Kant und Max Scheler. Ihr Dissertationsleiter war ihr künftiger Ehemann Albinas Lozuraitis und Oponent Bronislovas Genzelis.
Schon während ihres Studiums arbeitete sie in der Abteilung für Volksdichtung am Institut für Litauische Literatur und Volksdichtung in Vilnius. Nach dem Studium setzte sie ihre Arbeit am Forschungsinstitut für die litauische Kultur (ehem. Institut für Philosophie, Soziologie und Rechtswissenschaften) fort als die wissenschaftliche Mitarbeiterin in der Abteilung Geschichte der Philosophie. Zur Zeit unterrichtet sie als Dozentin am Lehrstuhl für Ethik der Bildungswissenschaftlichen Universität Litauens  in Vilnius.
Sie ist Mitglied des Wissenschaftsrates der Universität.

## Familien
Loreta Anilionytė ist verheiratet mit dem litauischen Philosophen und Politiker Albinas Lozuraitis (* 1934). Das Paar hat eine Tochter, Ieva Lozuraitytė (* 1996), Juristin, Notargehilfin.

## Wirken
Loreta Anilionytė hat zahlreiche Artikel zu Themen aus Ethik, Philosophie und Geschichte publiziert, Lehrbücher für den Schulunterricht verfasst sowie Bücher zur Philosophie, Kunstwissenschaft und Psychologie übersetzt. Sie schrieb zwischen 2006 und 2008 Essays für die Zeitschrift „Lilit“ und Delfi (Internetportal).

## Roman „O kas po to“ („Und was danach?“)
Sie ist Autorin des skandalösen philosophischen essayistischen Romans „O kas po to?“ (2006), der bisher noch nicht ins Deutsche übersetzt worden ist. In dem Roman geht es um die Beziehungen zwischen Hoch- und Popkultur, verkörpert durch die beiden Protagonisten des Romans, eine Philosophin und ein Popsänger. Der litauische Popsänger Edmundas Kučinskas sieht sich selbst als Prototyp dieser Romanfigur.
Loreta Anilionyte behauptet in ihrem Roman, dass die Kultur in Litauen für die Persönlichkeiten und die begabten Personen geschlossen sei, weil der Selbsterhaltungstrieb des kleinen Landes sich nach dem professionellen Durchschnittsbürger zu orientieren zwingt und sich nach dem Standard und den Normen des spießbürgerlichen Lebens richtet. So eine gesellschaftliche Atmosphäre bestimmt die Heuchelei und die Angst der Popstars im Voraus, und laut der Autorin ist die Hauptbremse des Talents. Für diesen Roman bekam sie den Preis des Jahres 2006 (Metu debiutas) der Zeitschrift Pravda sowie den Preis des Jahres 2006 (Metu atradimas) der Zeitschrift Cosmopolitan.
Der Roman zeichnet sich durch eine Mischung aus Erotik, philosophischen Überlegungen über das menschliche Wesen, Sozialkritik und durch kühle Beschreibung des moralischen Versagens der litauischen Gesellschaft aus.
Loreta Anilionyte ragt im Vergleich zu anderen litauischen Schriftstellern durch ihre ironische, provokative Schreibweise heraus.

## Veröffentlichungen
Monographien
- Naujųjų amžių etikos profiliai. Vilnius: VPU leidykla, 2011. ISBN 978-9955-20-639-2

Romane
- O kas po to? Vilnius. Alma littera 2006. ISBN 9955-24-014-8

Lehrbücher
- Egoistinė žmogaus prigimtis naujųjų amžių etikoje. Vilnius, 2010.
- Etika ir asmenybė Maxo Schelerio vertybiniame absoliutizme. Vilnius, 2010.

Wichtigere philosophische Artikel
- Blogio profiliai etikoje, „Logos“, Nr. 25;
- A. Schopenhauerio etika: pesimizmas ar gyvenimiškas realizmas?, Logos. Nr. 27;
- Vertybinio absoliutizmo dilemos ir deontologinė etika, Logos, Nr. 28;
- Žmogus – kenčianti būtybė (Keletas kentėjimo problemos recepcijų Vakarų filosofijoje) Logos. – 2000. – Nr. 23
- Antikinis kinizmas – gyvenimo būdas ar filosofija? Logos, 2001, Nr. 24;
- Vertybių problema I. Kanto etikoje Problemos. – V. – 1992.- Nr. 44.
- Fanatizmas Neprievarta ir tolerancija kintančioje Rytų ir Vakarų Europoje. Pranešimai ir tezės- V.- 1995.
- Hegelio etika: dorovė prieš moralę, „Logos“, Nr. 38–41;
- Laisvės samprata I. Kanto etikoje MA darbai. Filosofija. – V. – 1999.
- E. Husserlio fenomenologijos modifikacijos M. Schelerio aksiologijoje Logos, Nr. 26;
- Minervos pelėdos skrydis – Įžanginis str. G.Hegelio „Teisės filosofijos apmatams“ G. F.Hegel. Teisės filosofijos apmatai. – V.; Mintis. – 2000;
- Ressentimento samprata M. Schelerio filosofijoje Logos, Nr. 43//Logos, 2008, Nr. 51;
- Kanto etikos monologinis formalizmas Logos, Nr. 46, 2006.
- V. Sezemano gnoseologijos linkmės – Vosylius Sezemanas. Loginiai ir gnoseologiniai tyrinėjimai. V.: Lietuvos kultūros tyrimų institutas, 2011.

Übersetzungen
- Vosylius Sezemanas: Loginiai ir gnoseologiniai tyrinejimai (= Lietuvos filosofijos istorija, Bd. 8). Lietuvos Kulturos Tyrimu Inst., Vilnius 2010. ISBN 978-9955-868-33-0.
- Fritz Riemann: Pagrindinės baimės formos. Alma Littera, Vilnius 2004. ISBN 9955-08-474-X.
- Peter Axt, Michaela Axt-Gadermann: Apie tingumo laime̜. Neskubėdami gyvename ilgiau ; teisingai paskirstykime savo energija̜ ; sudie fitneso isterijai. Alma Littera, Vilnius 2003. ISBN 9955-08-292-5.
- Hans Belting (sudarytojai): Meno istorijos. Ivadas. Alma Littera, Vilnius 2002. ISBN 9955-08-215-1.
- Georg Wilhelm Friedrich Hegel: Teisės filosofijos apmatai arba prigimtinės teisės ir valstybės mokslo metmenys. Mintis ALK, Vilnius 2000. ISBN 5-417-00821-4.
- Arno Anzenbacher: Etikos i̜vadas. 2. Leidimas. Aidai, Vilnius 1998. ISBN 9986-590-59-0.
- Kurt Tepperwein: Menas mokytis nepavargstant. Alma Littera, Vilnius 1998. ISBN 9986-02-556-7.
- Joseph Höffner: Krikščioniškasis socialinis mokymas. Aidai, Vilnius 1996. ISBN 9986-590-28-0.
- Veikli krikščionybė versle ir ekonomikoje. Ordo socialis rinktine. Aidai, Vilnius 1996. ISBN 9986-590-36-1.
- Ernst von Aster: Filosofijos istorija. Alma Littera, Vilnius 1995. ISBN 9986-02-072-7.